# Oxford (Missisipi)

Oxford na mapie stanu Missisipi

Oxford – miasto w Stanach Zjednoczonych, w stanie Missisipi, siedziba administracyjna hrabstwa Lafayette. Około 12 tys. mieszkańców (2000).
W mieście znajduje się główny kampus stanowego Uniwersytetu Missisipi.
W Oxfordzie większą część swojego życia spędził pisarz William Faulkner.